# 돌맛조개
돌맛조개는 석공조개과에 속하는 이매패류이다. 이 조개는 작은 바위에 동그랗게 구멍을 만들어 지내는 것이 특징이다. 한국의 남해안에서는 식용으로 삼는다.

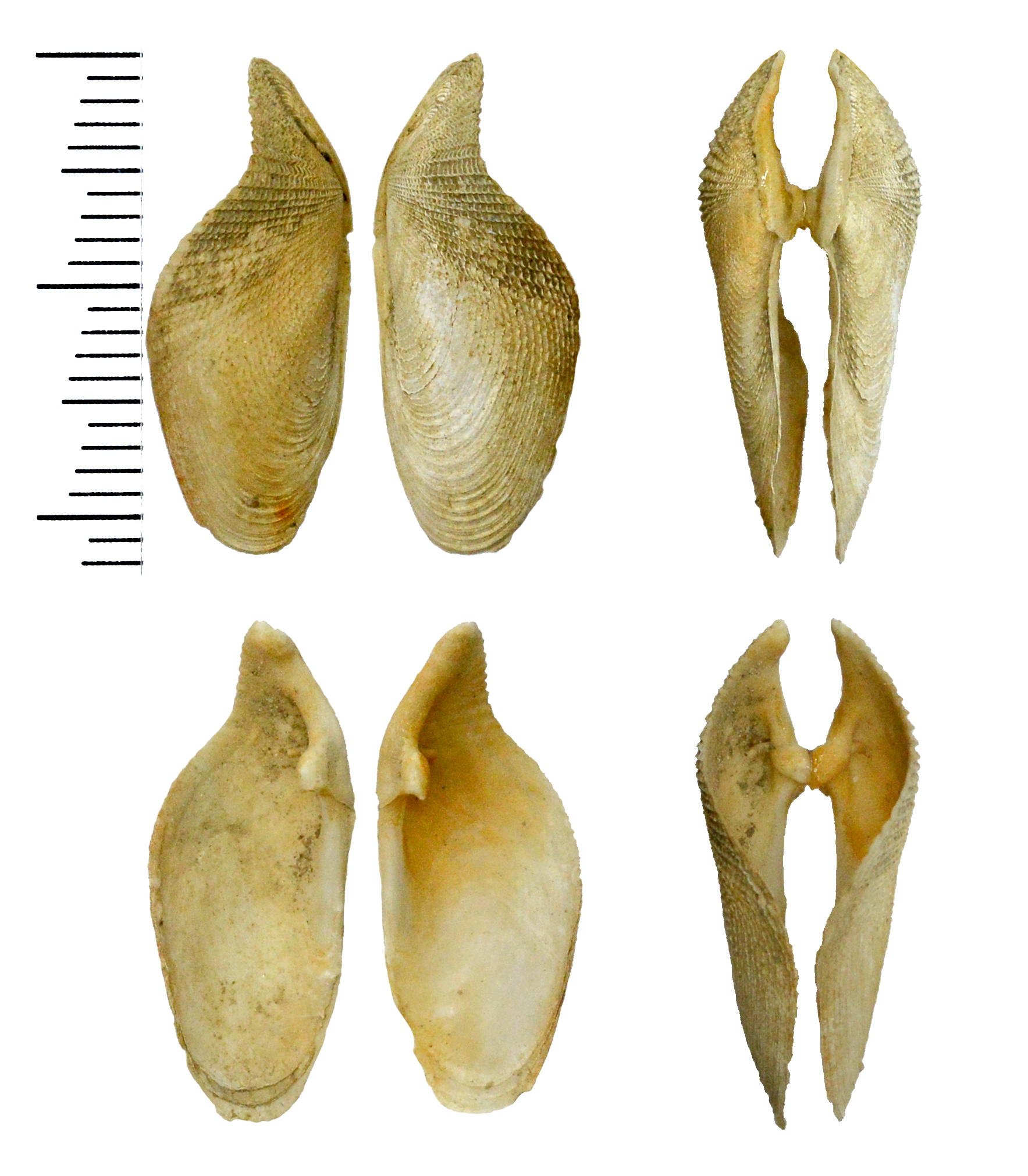
경상북도 포항시 흥해읍 바닷가에서 관찰한 돌맛조개의 껍질